# Saison 2 de Jessie
Chronologie
Saison 1 Saison 3
Cette page recense les épisodes de la deuxième saison de la série télévisée Jessie.

## Généralités
- La deuxième saison comprend 26 épisodes, bien que 28 aient été commandés[1].
- Aux États-Unis, la saison est diffusée depuis le 5 octobre 2012 sur Disney Channel.
- Au Canada, a été diffusée sur Family.
- En France, en Suisse et en Belgique elle est diffusée depuis le 6 février 2013.

## Distribution

### Acteurs principaux
- Debby Ryan (VF : Manon Azem) : Jessie Prescott
- Peyton Roi List (VF : Alice Orsat) : Emma Ross
- Cameron Boyce (VF : Maëldan Wilmet) : Luke Ross
- Karan Brar (VF : Victor Quilichini) : Ravi Ross
- Skai Jackson (VF : Clara Quilichini): Zuri Ross
- Kevin Chamberlin (VF : Jean-Loup Horwitz) : Bertrand Winkle

### Acteur récurrents
- Chris Galya : Tony Chiccolini
- Charles Esten : Morgan Ross
- Christina Moore : Christina Ross
- Joey Richter : Officier Peter
- Jennifer Veal (en) : Agatha Ellestoye/Angela Ellestoye
- Kelly Gould (en) : Rosie
- Carolyn Hennesy (en) : Rhoda Chesterfield
- J.J. Totah (en) : Stuart Wooten
- Sierra McCormick : Franny la Frappadingue

## Épisodes

### Épisode 1:La nuit de tous les dangers
- États-Unis : 5 octobre 2012
- France, Suisse, Belgique : 29 mai 2013
- Québec :

- États-Unis : 3,576 millions de téléspectateurs[2]

- Kevin Michael Martin : Malcolm
- Karsen Skinner : La jumelle
- Kendel Skinner : La jumelle
- Meshach Taylor : Grimm Haloran

- La voix de Luke a mué.
- Cet épisode est une référence au film Shining de Stanley Kubrik (1980)

Au cœur de l’intrigue: Jessie

### Épisode 2:Petits monstres aux yeux verts
- États-Unis : 26 octobre 2012
- France, Suisse, Belgique : 6 février 2013

- États-Unis : 2,665 millions de téléspectateurs[3]

- Kevin Michael Martin : Malcolm
- Chris Galya : Tony Chiccolini
- Joey Richter : Officier Peter

Au cœur de l’intrigue : Ravi

### Épisode 3:Nouveaux amis, nouveaux défis
- États-Unis : 2 novembre 2012
- France, Suisse, Belgique : 13 février 2013

- États-Unis : 3,223 millions de téléspectateurs[4]

- Kelly Gould : Rosie
- Shanna Strong : Shelby
- Evan Roe : Billy

Au cœur de l’intrigue : Emma

### Épisode 4:Lézards et la manière
- États-Unis : 9 novembre 2012
- France, Suisse, Belgique : 20 février 2013

- États-Unis : 3,024 millions de téléspectateurs[5]

- Carolyn Hennesy : Rhoda Chesterfield
- Laura Spencer : Cassandra Chesterfield

Au cœur de l’intrigue : Ravi

### Épisode 5:Emma crée son blog
- États-Unis : 30 novembre 2012
- France, Suisse, Belgique : 27 février 2013

- États-Unis : 2,559 millions de téléspectateurs[6]

- Christina Moore : Christina Ross
- Kelly Gould : Rosie
- True O'Brien : Diamond Bloodworth

Au cœur de l’intrigue : Emma

### Épisode 6:Austin & Ally & Jessie: Tous Ensemble!
- États-Unis : 7 décembre 2012
- France, Suisse, Belgique : 30 janvier 2013

- États-Unis : 4,807 millions de téléspectateurs[7]

- Ross Lynch : Austin Moon
- Laura Marano : Ally Dawson
- Raini Rodriguez : Trish Delarosa
- Calum Worthy : Dez
- Richard Whiten : Jimmy Starr
- J.R. Nutt : Dean
- Ryan Bollman : Tommy Clarkson
- Jet Jurgensmeye : Stevie
- Anna Vocino : Cheeri

Au cœur de l’intrigue : Jessie et Zuri

### Épisode 7:Le malentendu
- États-Unis : 11 janvier 2013
- France, Suisse, Belgique : 6 mars 2013 sur Disney Channel France

- États-Unis : 3,29 millions de téléspectateurs[8]

- Chris Galya : Tony Chiccolini
- J.J. Totah : Stuart Wooten

### Épisode 8:La robe de soirée
- États-Unis : 18 janvier 2013
- France, Suisse, Belgique : 13 mars 2013 sur Disney Channel France

- États-Unis : 3,086 millions de téléspectateurs[9]

- Chris Bosh : lui-même

### Épisode 9:La chouchoute de la maîtresse
- États-Unis : 1er février 2013
- France, Suisse, Belgique : 24 mars 2013

- États-Unis : 3,838 millions de téléspectateurs[10]

- Cheri Oteri : Mme. Falkenberg

### Épisode 10:Jessie fait du cinéma
- États-Unis : 15 février 2013
- France, Suisse, Belgique : 18 mai 2013

- États-Unis : 3,949 millions de téléspectateurs[11]

- Maia Mitchell : Shaylee Michaels
- John DeLuca : McD

### Épisode 11:C'est la fête de Jessie
- États-Unis : 1er mars 2013
- France, Suisse, Belgique : 27 mars 2013

- États-Unis : 3,214 millions de téléspectateurs[12]

- Jennifer Veal : Agatha Ellestoye
- Joey Richter : Officier Peter

### Épisode 12:La Poupée de Jessie
- États-Unis : 8 mars 2013
- France, Suisse, Belgique : 3 avril 2013

- États-Unis : 3,6 millions de téléspectateurs[13]

- Stephanie Beatriz : Salma Espinoza
- Sam Pancake : Simon Sneed

### Épisode 13:Être ou ne pas être moi
- États-Unis : 5 avril 2013
- France, Suisse, Belgique : 10 avril 2013

- États-Unis : 3,72 millions de téléspectateurs[14]

- Robert Picardo : Cyril Lipton

### Épisode 14:L'anniversaire
- États-Unis : 19 avril 2013
- France, Suisse, Belgique : 1er mai 2013

- États-Unis : 2,935 millions de téléspectateurs[15]

- Chris Galya : Tony Chiccolini

### Épisode 15:Une nouvelle amie royale
- États-Unis : 26 avril 2013
- France, Suisse, Belgique : 8 mai 2013

- États-Unis : 2,778 millions de téléspectateurs[16]

- Kelly Gould : Rosie
- Katherine McNamara : Bryn Breitbart
- Amy Farrington : Mme. Devlin

### Épisode 16:Échec et mat
- États-Unis : 3 mai 2013
- France, Suisse, Belgique : 4 septembre 2013

- États-Unis : 3,08 millions de téléspectateurs[17]

- Patrick Kerr : Clement Brulee

### Épisode 17:Zuri prend son envol
- États-Unis : 7 juin 2013
- France, Suisse, Belgique : 17 septembre 2013

- États-Unis : 3,752 millions de téléspectateurs[18]

- Marlowe Peyton : Madge
- Oliver Murlihead : Nigel Pettigrew
- Lauren Pritchard : Coach Penny

### Épisode 18:Où est passée Lucy?
- États-Unis : 21 juin 2013
- France, Suisse, Belgique : 18 septembre 2013

- États-Unis : 3,037 millions de téléspectateurs[19]

- Jack Davis Griffo : Brett Summers

### Épisode 19:Un amour qui fait mal
- États-Unis : 28 juin 2013
- France, Suisse, Belgique : 25 novembre 2013

- États-Unis : 3,739 millions de téléspectateurs[20]

- Adam Sandler : lui-même
- Isabella Palmieri : Rachel
- Jackson Odell : Gale
- Lenny Jacobson : Ted

### Épisode 20:Un doudou trop collant
- États-Unis : 5 juillet 2013
- France, Suisse, Belgique : 11 septembre 2013

- États-Unis : 2,245 millions de téléspectateurs[21]

- J.J. Totah : Stuart Wooten

### Épisode 21:La chambre forte
- États-Unis : 5 juillet 2013
- France, Suisse, Belgique : 26 novembre 2013

- États-Unis : 2,874 millions de téléspectateurs[21]

- J.J. Totah : Stuart Wooten

### Épisode 22:Joyeux anniversaire, Bertrand!
- États-Unis : 12 juillet 2013
- France, Suisse, Belgique : 27 novembre 2013

- États-Unis : 2,941 millions de téléspectateurs[23]

- Lainie Kazan : Wanda Winkle

### Épisode 23:Jess-irminator
- États-Unis : 26 juillet 2013
- France, Suisse, Belgique : 4 octobre 2013

- États-Unis : 3,466 millions de téléspectateurs[24]

### Épisode 24:Le journal de Jessie
- États-Unis : 9 août 2013
- France, Suisse, Belgique : 2 avril 2014

- États-Unis : 3,481 millions de téléspectateurs[25]

- Katherine McNamara : Bryn Breitbart
- Amy Farrington : Mme. Devlin

### Épisode 25:Ruptures et retrouvailles
- États-Unis : 23 août 2013
- France, Suisse, Belgique : 28 novembre 2013

- États-Unis : 3,485 millions de téléspectateurs[26]

- Chris Galya : Tony Chiccolini
- Spencer Boldman : Ted
- Lulu Antariksa : Victoria Montesano

### Épisode 26:Retrouvailles
- États-Unis : 13 septembre 2013
- France, Suisse, Belgique : 3 décembre 2013

- États-Unis : 4,766 millions de téléspectateurs[27]

- Molly Shannon : Colonel Shannon
- James Patrick Stuart : Colonel John Wayne Prescott
- Kate Flannery : corporal Cookie
- Molly Burnett : Darla Shannon
- Dylan Boyack : Caleb Shannon
- Merrick McCartha : Aumônier